# Estación de Alcaudete-Fuente de Orbe
Alcaudete-Fuente de Orbe, denominada inicialmente Alcaudete, fue una estación de ferrocarril que existió en el municipio español de Alcaudete, en la provincia de Jaén, perteneciente a la desaparecida línea Linares-Puente Genil. En la actualidad las antiguas instalaciones han sido rehabilitadas e integradas en el espacio de la Vía verde del Aceite.

## Historia
La estación, perteneciente a la línea Linares-Puente Genil, fue construida por la Compañía de los Ferrocarriles Andaluces y puesta en servicio en 1893 junto a la totalidad del trazado. La estación disponía de un edificio de viajeros con líneas sencillas, así como de un muelle de carga para el tráfico de mercancías, aguada y de varias vías de apartadero. Con los años en torno a la estación de Alcaudete se fue formando un núcleo poblacional que para 1930 tenía un censo de 46 habitantes. En 1941, con la nacionalización de los ferrocarriles de ancho ibérico, las instalaciones pasaron a manos de la recién creada RENFE. La línea se mantuvo operativa hasta su clausura en octubre de 1984, siendo desmantelada algún tiempo después.
El antiguo complejo ferroviario ha sido rehabilitado e integrado en el espacio de la Vía verde del Aceite.